# Jack McCulloch
Jack McCulloch (* 15. August 1872 in Winnipeg, Manitoba; † 29. Januar 1918) war ein kanadischer Eisschnellläufer.
McCulloch wurde 1897 in Montreal als erster Nicht-Europäer und bislang einziger Kanadier Weltmeister im Mehrkampf. Dabei bezwang er in einem äußerst knappen 1500-Meter-Rennen den Norweger Alfred Næss. Der Gewinn dieses Rennens war nötig für den Titel gewesen, da man um Weltmeister zu werden, zu dieser Zeit drei von vier Rennen gewinnen musste. Næss hatte die 500 Meter gewonnen und McCulloch die 5000 Meter. Da beide im ersten Rennen über 1500 Meter gleich auf waren, musste das Rennen wiederholt werden. Hierbei setzte sich McCulloch knapp durch. Die 10.000 Meter entschied der Kanadier dann souverän für sich. Wenig später fand man heraus, dass das Rennen über 5000 Meter zwei Runden zu kurz angesetzt war. Daraufhin ließ man es mit den noch anwesenden Eisschnellläufern wiederholen. McCulloch gewann abermals und konnte seinen Titel behalten.